# 353rd Special Operations Wing

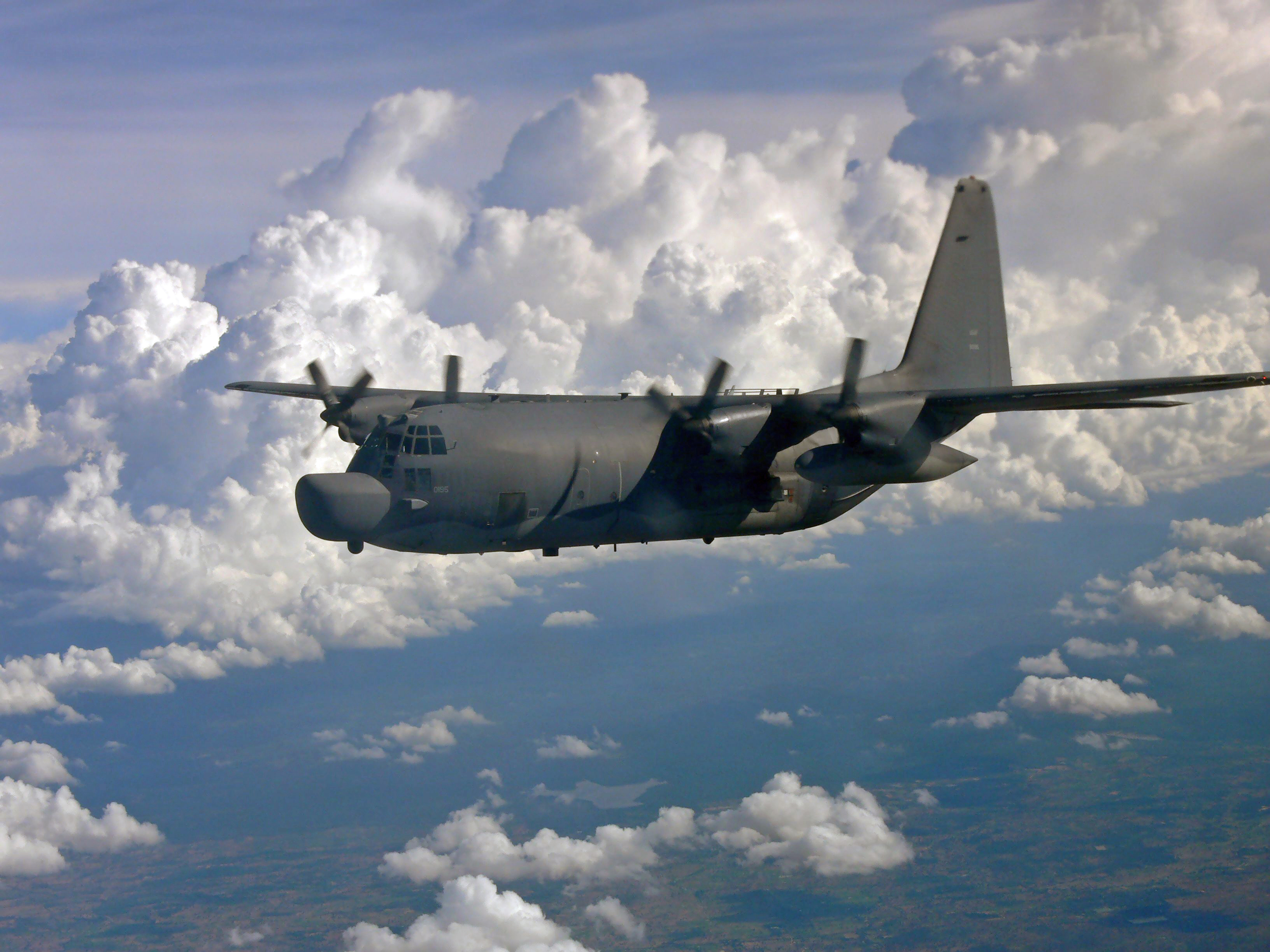
MC-130H del 1st SOS

Il 353rd Special Operations Wing è uno stormo operazioni speciali dell'Air Force Special Operations Command. Il suo quartier generale è situato presso la Kadena Air Base, in Giappone.

## Organizzazione
Attualmente, al maggio 2017, lo stormo controlla:
- 1st Special Operations Squadron - Equipaggiato con MC-130H
- 21st Special Operations Squadron - Equipaggiato con CV-22B
- 320th Special Tactics Squadron
- 353rd Special Operations Aircraft Maintenance Squadron
- 353rd Special Operations Support Squadron
- 753rd Special Operations Aircraft Maintenance Squadron
- Detachment 1, 43rd Intelligence Squadron